# Annette Kellermann
Pour les articles homonymes, voir Kellerman.
Annette Kellermann (parfois écrit Kellerman), née le 6 juillet 1886 à Sydney et morte le 6 novembre 1975 à Southport (Australie), est une pionnière de la pratique de la natation synchronisée.
Féministe, elle a revendiqué le droit de disposer de son corps en contribuant au développement du maillot de bain moderne et aux bienfaits de la pratique sportive pour les femmes.

## Biographie

### Enfance
La mère d'Annette Kellermann, Alice Charbonnet, est une pianiste française et l'arrière-petite-fille de James Jackson. Elle s’installe en Australie en 1878 et épouse le violoniste Frederick Kellermann en 1882, à Sydney.
Née le 6 juillet 1886 à Marrickville, Annette Marie Sarah Kellermann est la sixième d’une famille de dix enfants. Elle souffre dès son jeune âge d'atrophies musculaires au niveau des jambes et elle est contrainte de porter des bretelles d'acier pour faciliter sa marche. Quand elle a six ans, son médecin lui recommande de pratiquer la natation pour stimuler ses jambes. Pour aider ses muscles à se développer, ses parents commencent à l’emmener à la piscine locale, Cavill's Baths.
Dû à une carence en vitamine D, en calcium ou en phosphate, le rachitisme peut entraîner une faiblesse et une déformation des os. Dépassant les normes sociétales de son époque envers les personnes en situation de handicap, elle s'épanouit dans la natation où la flottabilité de l’eau soulage ses douleurs et lui offre de révéler ses talents, mais aussi l'envie de repousser les limites alors communément fixées pour les femmes.
À l'âge de treize ans, elle a tellement nagé que ses jambes sont presque aussi robustes que la normale. Deux ans plus tard, elle maîtrise toutes les nages, apprenant entre autres le trudgeon et l'over arm stroke, et gagne sa première compétition de natation. Elle se lance également dans le plongeon.
Alors qu'elle est encore au lycée, elle est embauchée par un aquarium pour jouer le rôle d'une sirène deux fois par jour dans un spectacle aquatique. Elle participe également à un spectacle de plongeon où elle saute d'une grande hauteur.

### «Sirène australienne»
En 1902, elle remporte les courses féminines du 100 yards et du mile de Nouvelles-Galles-du Sud dans les temps respectifs d'1 minute, 22 secondes et de 33 minutes, 49 secondes.
Dès l'âge de 17 ans, elle multiplie les exploits : elle exécute un plongeon de 28 mètres traverse Londres dans les eaux de la Tamise sur 27 km et remporte une course de 36 km  dans le Danube,.
À 19 ans, elle se démarque également en tentant la traversée de la Manche à la nage. Les nageurs sont autorisés à nager nus, tandis qu’Annette Kellermann est contrainte de porter une combinaison. Au bout de dix heures de nage dans une eau à 11 °C, elle abandonne la course en cours en raison des conditions difficiles, après s'être révélée particulièrement combative face à l’abandon entre-temps de ses adversaires masculins.
La même année, elle participe à la traversée de Paris à la nage avec sept autres concurrents masculins et termine 4e. Couverte de saindoux, elle s'élance la première à 8 h du matin du pont National, part d'abord en sens inverse, mais finit la course au niveau du viaduc d'Auteuil en 4 h 58 min, trente minutes derrière le premier. Elle est la  première et seule femme à participer à une course en 1905 dans la Seine, à l'issue de laquelle elle termine troisième face à 17 concurrents masculins.
L'année suivante, elle se représente pour la traversée, cette fois accompagnée de deux autres nageuses : Rosa Frauendorfer et Dora Herxheimer. Elle termine la course en 3 h 59 min 30 s 04, ex-eaquo avec Frauendorfer.
En entrepreneuse avisée, elle ouvre des spas, des magasins d’alimentation diététique et, toujours en avance sur son temps. Elle écrit aussi des livres populaires, dont « La beauté physique : comment la conserver », qui font la promotion de l’exercice, de la nutrition et d’un mode de vie sain, remettant en question l’idée dominante qui considérait les femmes comme délicates et fragiles.

### Féministe du maillot de bain

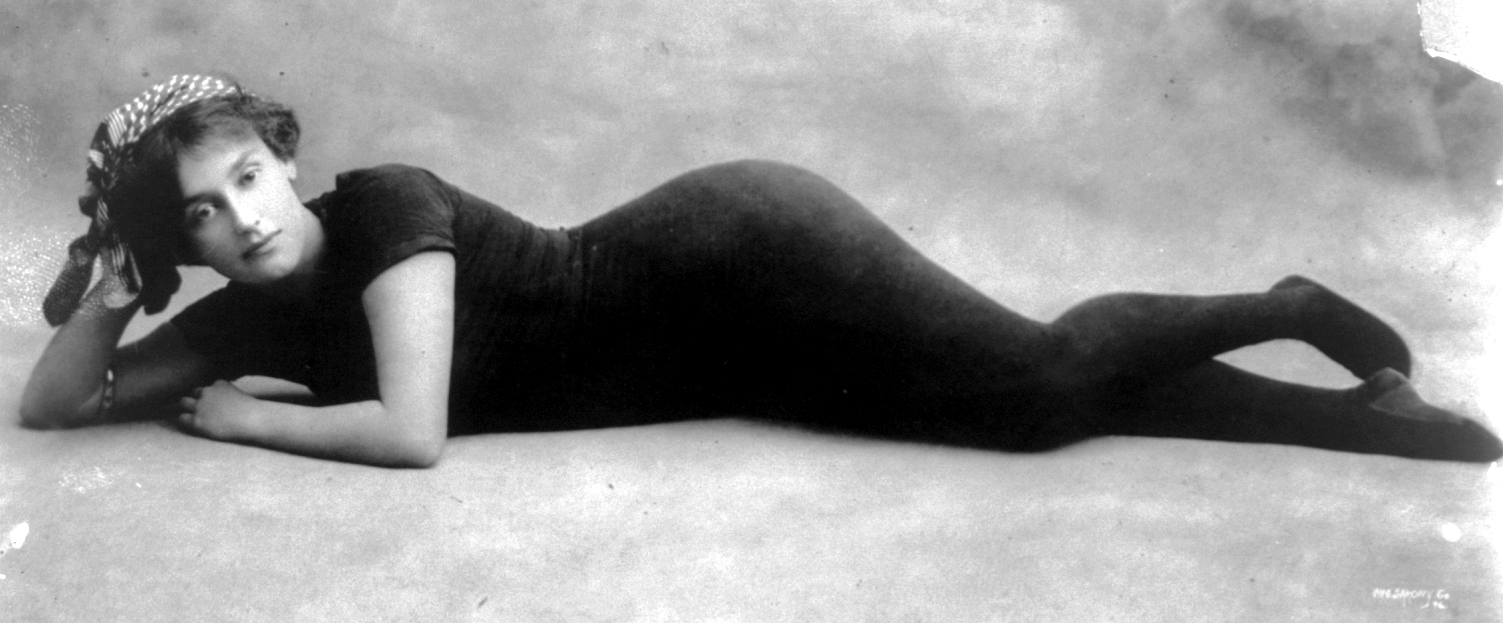
Annette Kellermann en maillot de bain une pièce (vers 1910).

Pour maximiser ses performances en natation, Kellermann porte une combinaison qui lui dévoile les bras et les jambes et colle à sa peau de très près.
En 1907, elle est d’ailleurs arrêtée à Boston pour « indécence », du fait qu’elle porte une combinaison moulante et à manches courtes. Le juge fait jurisprudence en statuant en faveur de l’argument sportif, à condition que les nageuses portent une robe avant d’entrer dans l’eau.
Médiatisé, cet évènement a permis la popularisation du maillot de bain une pièce mais aussi de la natation pour les femmes,.
Par la suite, Annette Kellerman conçoit sa propre gamme de maillots de bain. Elle revendique aussi le confort vestimentaire en commercialisant des « chemises », amples et atteignant les chevilles, précurseuses des modes des années 1920.

### Carrière artistique
Outre ses performances sportives, Annette Kellermann se fait remarquer pour sa silhouette par un professeur d’Harvard, qui la qualifie de « femme parfaite » en comparant ses mensurations à celles de la Vénus de Milo. À ces propos, elle aurait réagi en répliquant avec humour : « Seulement en dessous du cou ! »
À partir de 1908, elle commence les ballets aquatiques, pour lesquels les journaux américains saluent « l’élégance de la jeune nageuse » et relèvent son origine française par sa mère.
À partir de 1913, elle exporte ses spectacles en France à travers un spectacle, La Femme parfaite donné à la salle de l'Alhambra.
Elle entame par la suite une carrière d’actrice de cinéma et tourne notamment dans des rôles de danseuse pour des ballets aquatiques :
- Neptune’s Daughter (La fille de Neptune) en 1914 ;
- Queen of the Sea en 1918 ;
- Venus of the South Seas (Vénus des mers du Sud) en 1924.

Annette Kellermann au cinéma
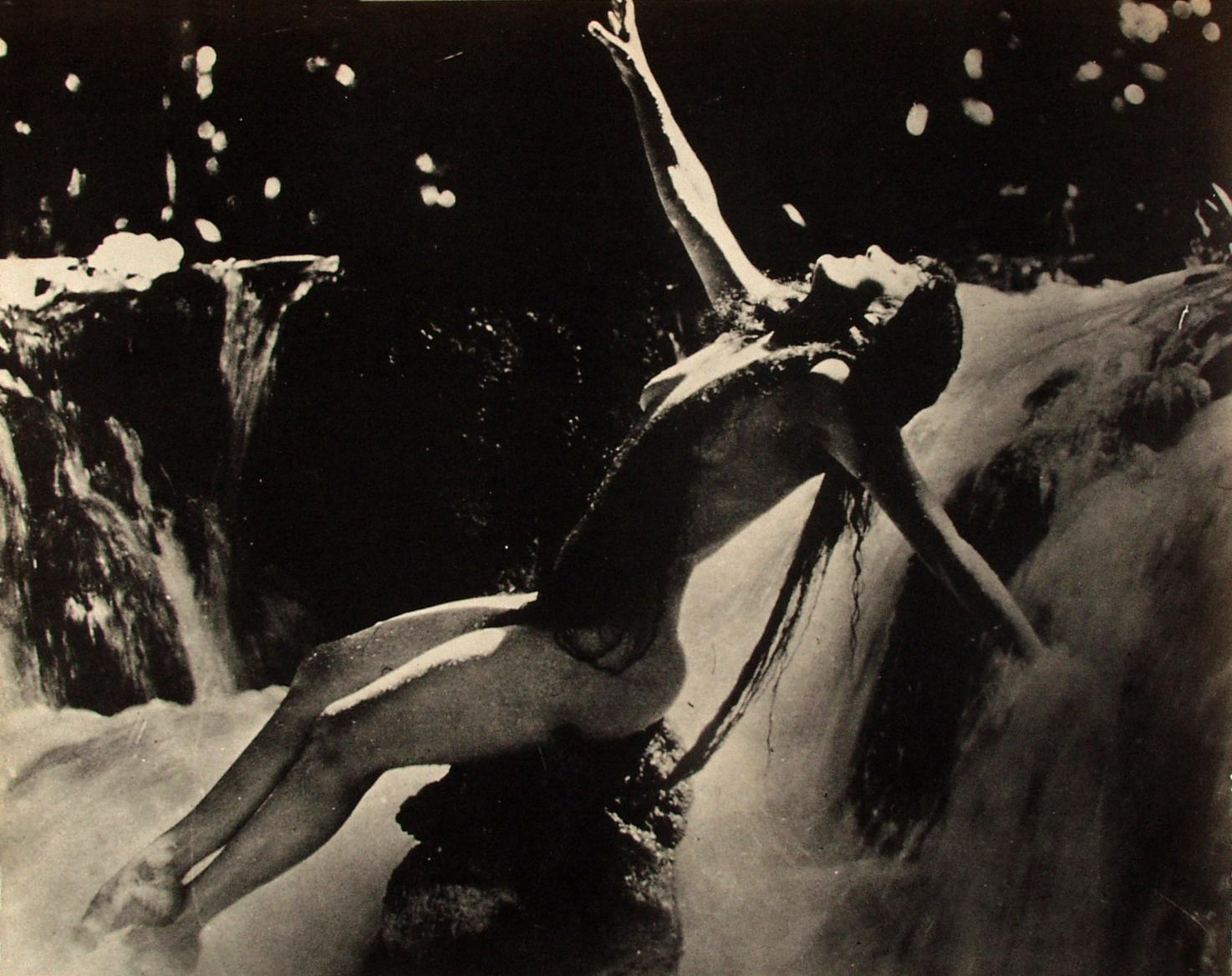
Neptune’s Daughter, 1914.
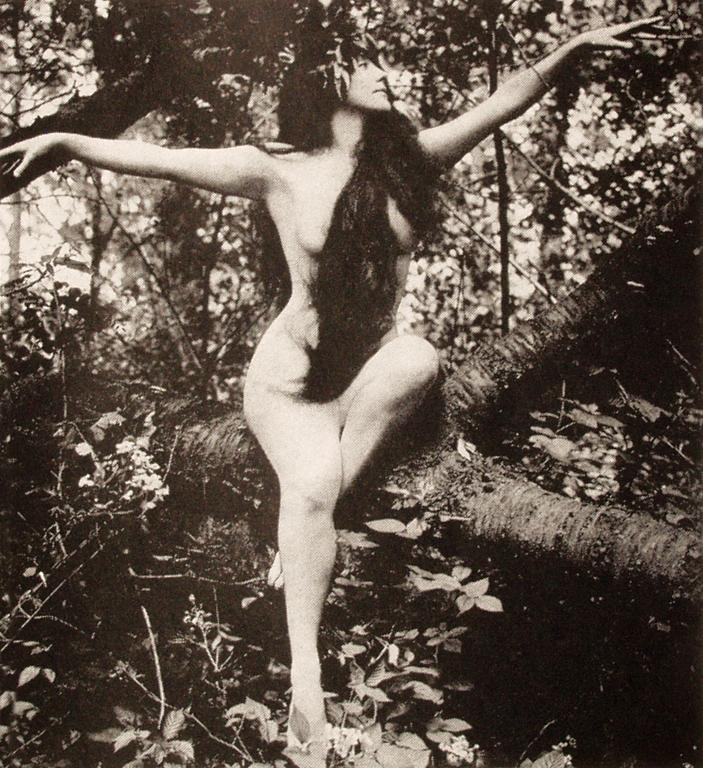
La Fille des dieux (A Daughter of the Gods).

En 1916, elle est la première actrice à apparaître nue dans un film d’une production hollywoodienne traditionnelle (La Fille des dieux, A Daughter of the Gods). Assise nue sur une branche d’arbre, ses cheveux couvrant largement ses seins, les bras tendus vers le haut, elle provoque un scandale médiatique dans le contexte d’époque. Aucune copie du film ne semble avoir été préservée.
Dans les années 1920, elle alterne le cinéma et les spectacles au théâtre. En 1928, à plus de 40 ans, elle explique ainsi sa forme : « Je n'ai jamais bu de cocktail de ma vie. Je ne bois que de l'eau. Il y a quinze ans que je n'ai mangé de viande ni bu de vin, ni de café... Aussi je n'ai jamais été malade, je n'ai jamais manqué une répétition et mon numéro dure plus d'une heure ».
Sa notoriété s’estompe par la suite progressivement. Après avoir vécu un temps aux États-Unis, elle retourne en Australie avec son mari en 1970.
Elle meurt peu après la disparition de son époux à l'hôpital de Southport (Queensland), le 6 novembre 1975 et est incinérée avant des funérailles selon le rite catholique. Ses cendres sont dispersées au-dessus de la Grande Barrière de corail.

### Engagement caritatif
Mariée à son manager, James Raymond Louis Sullivan, Annette Kellermann joue un rôle actif pendant la Seconde Guerre mondiale en Australie, produisant des spectacles de charité pour la Croix-Rouge.

## Hommages et postérité
En 1952, un film américain, La Première Sirène (Million Dollar Mermaid) retrace sa vie. Son rôle est interprété par l’actrice Esther Williams, une autre nageuse de compétition devenue actrice avec les chorégraphies de type kaléidoscope de Busby Berkeley.
Elle possède une étoile sur le Hollywood Walk of Fame. En 1974, elle est introduite au  International Swimming Hall of Fame, situé en Floride à Fort Lauderdale.
En France, la ville de Clermont-Ferrand inaugure en 2021 une esplanade Annette-Kellerman.
La piscine départementale Annette-Kellermann du parc des sports de Marville à La Courneuve est inaugurée en 2024.